# Кадлец, Эдуард
Эдуард Кадлец (чеш. Eduard Kadlec, 16 марта 1880 года, Усти-над-Лабем — 19 августа 1961 года, Брно) — чехословацкий генерал, один из командующих чехословацких легионов во время Гражданской войны в России.

## Биография
В России он участвовал в основном в победных боях под Бахмачем (где был тяжело ранен в голову) и в сражениях при Мурино на Транссибирской магистрали на Байкале, где вместе с 7-м Татранским стрелковым полком помог полностью уничтожить армию Голиковова, которая помешала проезду чехословацких военно-транспортных поездов во Владивосток.
3 декабря 1918 года приказом адмирала А. В. Колчака награждён орденом Святого Георгия IV степени.
В 1900 году окончил Артиллерийскую кадетскую школу в Вене. С 1901 по 1909 годы проходил службу в австро-венгерской армии. С 1909 по 1914 год служил в администрации бельгийской колонии Конго. Во время Первой мировой войны он попал в плен и позже присоединился к чехословацким легионам, в которых постепенно стал одной из их самых важных фигур. После возвращения в Чехословакию он служил в армии с 1919 по 1937 год, после чего вышел в отставку в звании генерала армии.
Он больше не участвовал в общественной жизни до самой смерти, а во время коммунистического режима был разжалован до солдата, лишен наград и пенсии.

## Награды
| Vojenský jubilejní kříž                                        | Юбилейный военный крест 1908                               |
| Služební hvězda                                                | Звезда «За службу»                                         |
| Řád lva, IV.třídy — důstojník                                  | Королевский орден Льва IV степени — офицер                 |
| Kříž Sv. Jiří, IV. stupně                                      | Орден Святого Георгия IV класса                            |
| Řád sv. Anny, II. třídy s meči                                 | Орден Святой Анны II класса с мечами                       |
| Řád sv. Vladimíra, II. třída s meči                            | Орден Святого Владимира II класса с мечами                 |
| Řád sv. Vladimíra, III. třída s meči                           | Орден Святого Владимира III класса с мечами                |
| Válečný kříž                                                   | Военный крест 1914—1918                                    |
| Řád rumunské hvězdy, III. třídy s meči                         | Орден Звезды Румынии III класса с мечами                   |
| Československý válečný kříž 1914—1918                          | Чехословацкий военный крест 1914—1918 годов                |
| Řád sokola, skupina vojenská s meči                            | Орден Сокола, военный вариант с мечами                     |
| Řád rumunské koruny, III. třídy — komtur                       | Орден Короны Румынии III класса — комтур                   |
| Pamětní Kříž na válku 1916—1919                                | Памятный крест о войне 1916–1918 годов                     |
| Československá revoluční medaile                               | Чехословацкая революционная медаль                         |
|                                                                | Памятная медаль 7-го стрелкового Татранского полка         |
| Řád svatého Michala a svatého Jiří, II. třídy — rytíř komandér | Орден Святых Михаила и Георгия II класса — Рыцарь-командор |
| Medaile vítězství                                              | Медаль победы                                              |
| Řád rumunské koruny, II. třídy — velkodůstojník                | Орден Короны Румынии II класса — Великий офицер            |
| Řád čestné legie, IV. třídy — důstojník                        | Орден Почётного легиона IV степени — Офицер                |
| Řád čestné legie, III. třídy — komandér                        | Орден Почётного легиона, III класс — Командор              |
| Pamětní konžská medaile                                        | Памятная конголезская медаль                               |
| Řád rumunské koruny, I. třídy — velkokříž                      | Орден Короны Румынии I степени — Большой крест             |
| Řád rumunské hvězdy, I. třídy — velkokříž                      | Орден Звезды Румынии I степени — Большой крест             |
| Bachmačská pamětní medaile                                     | Бахмачская памятная медаль                                 |